# Atmaxha
Atmaxha (albanisch auch Atmaxhë oder auch Atmagja/-ë, serbisch Атмађа Atmađa) ist eine Ortschaft im Kosovo, die zur Gemeinde Prizren gehört.

## Geografie
Atmaxha befindet sich am nördlichen Stadtrand von Prizren. Die Autostrada R 7 verläuft südlich des Dorfes.

## Geschichte
1844 erwähnte Joseph Müller in seinem Buch Albanien, Rumelien und die österreichisch-montenegrinische Gränze das Dorf Atamaźa bei Prizren. Demnach war der Ort damals ein Gutshof (wortwörtlich Villa) von Kaufleuten aus Prizren mit zwei großen Meierhöfen.
Nach der Eroberung Kosovos durch das Königreich Serbien während des Ersten Balkankrieges 1912 richtete die serbische Regierung eine Militärverwaltung vor Ort ein, wobei Atmaxha Teil der neu geschaffenen Gemeinde Vlašnja (heute Vlashnja) wurde.

## Bevölkerung
Die Volkszählung aus dem Jahr 2011 ergab, dass in Atmaxha 1685 Menschen wohnten. Von ihnen waren 1677 (99,53 %) Albaner, eine Person Serbe und von sieben weiteren Personen sind keine Daten bezüglich der Ethnie vorhanden.
1620 (96,14 %) deklarierten sich als Muslime, 57 (3,38 %) als Katholiken, eine Person als orthodox und von sieben weiteren Personen sind keine Daten in Bezug auf die Religion vorhanden.
| Volkszählung | 1919 | 1948 | 1953 | 1961 | 1971 | 1981 | 1991 | 2011 |
| ------------ | ---- | ---- | ---- | ---- | ---- | ---- | ---- | ---- |
| Einwohner    | 155  | 295  | 320  | 480  | 636  | 946  | 1248 | 1685 |